# سلام کوچولو (فیلم ۲۰۰۷)
سلام کوچولو (به هندی: Heyy Babyy) فیلمی هندی در ژانر کمدی محصول ۲۰۰۷ به کارگردانی ساجید خان است. در این فیلم بازیگرانی همچون آکشی کومار، فردین خان، ویدیا بالان، ریتیش دشموک، بومان ایرانی، انوپم کهیر، پایال روهاتگی، آرتی چهابریا، شاهرخ خان، وراجش هیجری، کیم شارما ایفای نقش کرده‌اند.
داستان اصلی این فیلم اقتباسی از فیلم ( Thoovalsparsham 1990) است که خود برگرفته از فیلم ( سه مرد و یک نوزاد 1987) هست.
فیلم‌برداری این فیلم پنج ماه به طول انجامید و عمده لوکیشن‌ها در استرالیا انجام شد.

## خلاصه داستان
آروش مهرا (آکشی کومار) و هم‌خانه‌هایش، علی حیدر (فردین خان) و تانمی جوگلکار (ریتیش دشموک) در سیدنی استرالیا زندگی نسبتا مرفهی را می‌گذرانند. آروش مدیر یک کلوپ است، تانمی عروسک خرس به تن می‌کند و به سرگرم کردن بچه‌ها می‌پردازد و علی از تلویزیون کریکت تماشا کرده و شرط‌بندی می‌کند. هر سه آنها با زنان زیادی خوابیده‌اند و عقیده‌ای به ازدواج و وفاداری ندارند و این را یک تفریح می‌بینند تا اینکه روزی جلوی در خانه آنها یک دختر بچه گذاشته می‌شود. در نامه‌ای که با او بوده گفته شده( تو باید از بچه خودت مراقبت کنی). حال آنها نمی‌دانند این بچه کدام یکی‌شان است به همین خاطر

## نقد و گیشه
این فیلم نقدهای مثبتی دریافت کرد و با واکنش‌ها خوبی رو به رو شد.
در بیش از ۶۵۰ سینما اکران شد و افتتاحیه خوبی را تجربه و لقب فیلم فوق‌العاده پرفروش را دریافت کرد.